# Stínohry
Stínohry je první studiové album české punk-rockové kapely Totální nasazení, které bylo vydané v roce 1996 pod značkou Střílek records a Swabian records. Většinu textů napsal bubeník kapely Pavel Pospíšil, naproti tomu hudbu složili baskytarista Svatopluk Šváb a kytarista Pavel Pešata. Na albu se nachází 10 písní.

## Seznam skladeb
| Pořadí | Název                                        | Hudba          | Text                  | Délka |
| ------ | -------------------------------------------- | -------------- | --------------------- | ----- |
| 1.     | Slova hynoucí ve čtyřech stěnách budoucnosti | Svatopluk Šváb | Pavel Pospíšil        | 3:33  |
| 2.     | Problém                                      | Pavel Pešata   | Christian Morgenstern | 2:35  |
| 3.     | Ono by se                                    | Pavel Pešata   | Pavel Pešata          | 2:42  |
| 4.     | Pocta první době                             | Svatopluk Šváb | Pavel Pospíšil        | 3:59  |
| 5.     | Žába na prameni                              | Pavel Pešata   | Egon Bondy            | 4:45  |
| 6.     | Černobílý svět                               | Svatopluk Šváb | Svatopluk Šváb        | 2:50  |
| 7.     | Stínohry                                     | Svatopluk Šváb | Pavel Pospíšil        | 3:18  |
| 8.     | Pocta druhé době                             | Svatopluk Šváb | Pavel Pospíšil        | 5:05  |
| 9.     | Jazykolam                                    | Svatopluk Šváb | Pavel Pešata          | 2:14  |
| 10.    | Říkanka                                      | Svatopluk Šváb | Svatopluk Šváb        | 4:33  |

## Sestava při nahrávání
- Svatopluk Šváb - baskytara, vokály
- Pavel Pešata - kytara, vokály
- Pavel Pospíšil - bicí
- Zdeněk Šikýř - produkce, zvukový inženýr, mixování[2]